# Tommaso Boggio
Tommaso Boggio (né à Valperga le 22 décembre 1877  et mort à Turin le 25 mai 1963) est un mathématicien italien. Il a travaillé en physique mathématique, en géométrie différentielle, en analyse et en mathématiques financières.

## Biographie
Tommaso Boggio est né à  Valperga (Turin), le 22 décembre 1877. Né dans une famille modeste, il est le fils de Francesco Boggio et Anna Fassino. Il fréquente la section physico-mathématique de l'« institut technique Sommeiller ». En 1895 il obtient une bourse au Collegio delle provincie, dans un concours dont la commission d'examen est présidée par Giuseppe Peano. En juillet 1899 il obtient un diplôme en mathématiques et l'année suivante il occupe le poste de professeur adjoint de géométrie analytique et projective à l'université de Turin,.
En 1903, il devient professeur en physique mathématique ; en 1905, il remporte le concours pour la chaire en  mathématiques financières à la Scuola Superiore di Economia e Commercio de Gênes, puis  en 1908 s'installe à Turin, sur la chaire correspondante. Entre-temps, il enseigne à Pavie puis à Gênes, la physique mathématique, vers laquelle ses recherches se sont orientées,.
En 1908, il rejoint l'université de Messine remportant le concours pour la chaire de mécanique rationnelle, mais il part au bout de quelques semaines à cause du tremblement de terre. Après une année à l'université de Florence, il retourne à Turin en 1909, où il occupe la chaire de mécanique analytique jusqu'en 1942 et celle de mathématiques de 1942 à 1948,.
Tommaso Boggio a été conférencier invité au Congrès international des mathématiciens 1908 à Rome. Il a écrit, avec Cesare Burali-Forti, Meccanica Razionale, publié en 1921 par S. Lattes & Compagnia. 
Tommaso Boggio  est mort à Turin le 25 mai 1963,.

## Distinctions
En 1907, Tommaso Boggio reçoit le « Prix Vaillant » de l'Académie française des sciences avec Jacques Hadamard, Arthur Korn et Giuseppe Lauricella (1867-1913), décerné à l'issue d'un concours dont le juge est Henri Poincaré. Il est devenu membre de l'Institut de France. 
Il a été élu à l'Académie des sciences de Turin en 1924 et a été membre du Comité national pour la recherche en mathématiques. En janvier 1926, il devient chevalier de l'ordre de la Couronne d'Italie, en 1931, il est nommé grand officier et, en 1953, commandeur de l'ordre du Mérite de la République italienne,. 
À sa retraite, il a reçu la médaille d'or du mérite de l'Académie de la culture et des arts. Peu avant sa mort, il est devenu président de l'Académie des sciences de Modène. Il avait été nommé membre honoraire de cette académie en reconnaissance de son travail à l'université de Modène, effectué dans des circonstances difficiles pendant et peu après la Seconde Guerre mondiale,.